# Barlt
Barlt est une commune de l'arrondissement de Dithmarse, dans le Land du Schleswig-Holstein.

## Géographie
Barlt se situe dans la Marsch, dans le sud de la Dithmarse, sur la Bundesstraße 5 entre Meldorf et Marne. Son territoire s'étend entre la mer du Nord et le Geest.

## Histoire
Barlt fait partie à l'origine de la paroisse de Meldorf. Le village est plutôt riche, construisant son église en 1428, disposant de meilleures terres qu'à Meldorf, moins marécageuses. Le village construit cette église tout en payant ses impôts à la paroisse de Meldorf.

## Personnalités liées à la commune
- Gustav Frenssen, (1863–1945), écrivain né et mort à Barlt ;
- Toni Rothmund (1877–1956), écrivain et journaliste née à Barlt.

## Source, notes et références
- (de) Cet article est partiellement ou en totalité issu de l’article de Wikipédia en allemand intitulé « Barlt » (voir la liste des auteurs).